# Senpiro-Wasserfall
Der Senpiro-Wasserfall (japanisch 千尋の滝, Senpiro-no-taki ) ist ein Wasserfall auf der Südostseite der Insel Yakushima in der Präfektur Kagoshima und hat eine Fallhöhe von ca. 60 m. Der japanische Name des Wasserfalls 千尋 (Senpiro, buchstäblich „1000 hiro“) bedeutet übersetzt „große Höhe“. Auf einem Hügel an der Südseite des Wasserfalls ist eine Aussichtsplattform auf 270 m über dem Meeresspiegel, die leicht mit dem Auto erreicht werden kann. Daher ist die Stelle als repräsentativer Aussichtspunkt auf der Insel Yakushima bekannt. 
Weitere Wasserfälle auf der Insel Yakushima in der Nähe des Senpiro-Wasserfalls sind der Ōko-Wasserfall („Großer-Fluss“-Wasserfall) mit einer Fallhöhe von 88 m und der Torōki-Wasserfall („Dröhnender Wasserfall“). Letzterer fällt direkt ins Meer.